# Spike e Tyke
Spike (a volte indicato come Butch o Killer) e Tyke sono personaggi immaginari della serie Tom & Jerry, creati da William Hanna e Joseph Barbera.
Nel 1957 venne introdotto uno spin-off dedicato a loro, ma furono prodotti solo due episodi (Give and Tyke e Scat Cats) a causa della chiusura dello studio di animazione MGM, che avvenne proprio nello stesso anno.

## Storia
Spike è un severo ma a volte stupido bulldog americano che odia particolarmente i gatti, ma si intenerisce quando si tratta di topi e, in seguito, di suo figlio Tyke. Nei cortometraggi, Jerry cerca spesso di mettere nei guai Tom con Spike dando al bulldog un motivo per picchiarlo. Spike ha alcuni punti deboli che Tom cerca di sfruttare: la sua possessività riguardo ai suoi ossi e al solletico.
Fece la sua prima apparizione nel corto di Tom & Jerry del 1942 Cane uguale guai, e il suo primo ruolo parlato fu ne La guardia del corpo, dove venne doppiato in inglese da Billy Bletcher fino al 1949, quando passò a Daws Butler. Tyke è conosciuto come un cucciolo carino, dolce, felice e amabile. È il figlio di Spike, e i due costituiscono la perfetta coppia di padre e figlio, con Spike che spende molto del suo tempo libero confortando suo figlio, portandolo fuori o insegnandogli a vivere come un cane. In Tom & Jerry Kids Tyke ha per la prima volta un ruolo parlato.